# Inger Skote
Inger Skote, född Svennö 4 december 1933 i Göteborg, död 22 januari 2015, var en svensk skådespelare och barnboksförfattare.

## Biografi
Skote var dotter till folkskollärare Carl Svennö och småskolläraren Kerstin, född Norberg. Hon var utbildad dramapedagog och hade studerat litteraturhistoria, teaterhistoria och italienska. Hon var elev vid Norrköping-Linköping stadsteaters elevskola 1954-1957. Hon debuterade med Mikaels äventyr i höghuset (1965) och skrev cirka 20 böcker. 
Hon var från 1957 gift med konstnären Sune Skote (1919-2014).

## Teater

### Roller
| År   | Roll              | Produktion                                                  | Regi                          | Teater                           |
| ---- | ----------------- | ----------------------------------------------------------- | ----------------------------- | -------------------------------- |
| 1955 | Minna             | Frisöndag Leck Fischer                                      | Ingrid Luterkort              | Norrköping-Linköping stadsteater |
| 1955 | Lilly             | Jag vill vara en annan Leck Fischer                         | Kurt-Olof Sundström           | Norrköping-Linköping stadsteater |
| 1955 | Sonja             | Babels Torn Lars Helgesson                                  | Ingrid Luterkort              | Norrköping-Linköping stadsteater |
| 1956 | Eleonora          | Påsk August Strindberg                                      | Ingrid Luterkort              | Norrköping-Linköping stadsteater |
| 1956 | Margot Frank      | Anne Franks dagbok Frances Goodrich och Albert Hackett      | John Zacharias                | Norrköping-Linköping stadsteater |
| 1957 | Platssökande nr 2 | Kritträdgården Enid Bagnold                                 | Ingrid Luterkort              | Norrköping-Linköping stadsteater |
| 1957 |                   | Lysistrate Aristofanes                                      | Olof Thunberg                 | Norrköping-Linköping stadsteater |
| 1958 |                   | Gäst i gryningen Alejandro Casona                           | Gösta Folke                   | Norrköping-Linköping stadsteater |
| 1958 | Tant Lisa         | Oh, mein Papa! Erik Charell, Jürg Amstein och Paul Burkhard | Albert Gaubier John Zacharias | Norrköping-Linköping stadsteater |